# マックロバートソン・エアレース
マックロバートソン・エアレース（英語: MacRobertson Trophy Air Race）は、1934年10月におこなわれたイギリスとオーストラリアの間の長距離エアレースである。オーストラリアのビクトリア州の100年記念行事の一環として行われた。メルボルン市長の発案により、チョコレート王マクファーソン・ロバートソン (Macpherson Robertson) が$75,000の賞金を提供した。
レースは、ロンドン近郊のミルデンホール (RAF Mildenhall) から、5か所の指定寄港地、バグダッド、アラハバード、シンガポール、ダーウィン、チャールビル（クイーンズランド州） (Charleville, Queensland) を経由してメルボルンまでであるが、それ以外の経由地は参加者の自由であった。指定寄港地を巡った場合の全区間距離は、地球半周に近い約11,300マイル(約18,200 km)に及んだ。22個所の空港にロイヤル・ダッチ・シェルとスタンダード・オイルが燃料・オイルを提供した。参加機体のサイズやエンジン出力には制限なし、乗員人数も制限しないが、イギリス出発後は途中着陸地から新たなパイロットを乗り組ませることは認めていなかった。
スピード部門ではデ・ハビランド DH.88 コメット (de Havilland DH.88) が優勝した。この機体はこのレースのために3機だけ製作された双発の高速木製機で、途中リタイアした1機を除く2機がメルボルンまで到達、うち1機が片発エンジンのトラブルに悩まされながらも、71時間の圧倒的快速で飛行しきった。これに次いで、当時最先端の全金属製モノコック構造を備えた双発輸送機ダグラス DC-2とボーイング247-Dが90時間あまりの駿足で飛行して2・3位となり、そのポテンシャルの高さを実証した。
DC-2はKLMオランダ航空がダグラスから購入した最新鋭の機体で、オランダからテストも兼ねて参加したものであった（飛行ルート中には当時オランダ植民地東インドであったインドネシア一帯が含まれている）。しかしオーストラリアでの最終区間飛行中、メルボルンまであと300kmあまりのニューサウスウェールズ州オルベリー付近で雷雨と視界不良に見舞われ、不時着必至に追い込まれた。地上のオルベリーでは発電所の給電断続をかけることで街全体の灯を点滅させる機智によって高空へ街の所在を示し、地元ラジオ放送の呼びかけで飛行場に集合した自動車群のヘッドライト列が、DC-2の緊急着陸を助けた。オルベリー着陸と泥濘の中からの再離陸に成功したDC-2は総合2位とハンディキャップ部門優勝を獲得、KLMはオルベリー市民の厚意に感謝を表し、オルベリーの病院に寄付を行った。
| 公式レース結果                                       | 公式レース結果                                                                  | 公式レース結果                                    |
| ---------------------------------------------------- | ------------------------------------------------------------------------------- | ------------------------------------------------- |
| デ・ハビランド DH.88 コメット G-ACSS Grosvenor House | C.W.A. Scott, T. Campbell Black （英国）                                        | 記録71時間0分                                     |
| ダグラス DC-2 PH-AJU Uiver                           | クネ・ディルク・パルメンティエ, J.J. Moll, B. Prins, C. Van Brugge （オランダ） | 記録90時間13分 ハンディキャップ部門優勝           |
| ボーイング247-D NR257Y Warner Bros. Comet            | ロスコー・ターナー、クライド・パングボーン （米国）                             | 記録92時間55分                                    |
| デハビランド DH.88 Comet G-ACSR                      | O. Cathcart Jones, K.F. Waller （英国）                                         | 記録 108時間13分                                  |
| マイルス Hawk Major ZK-ADJ                           | S/Ldr. M. McGregor, H.C. Walker （ニュージーランド）                            | 記録7日14時間 単発機の1位                         |
| エアスピード AS.5 Courier G-ACJL                     | S/Ldr. D. Stodart, Sgt. Pilot K. Stodart （英国）                               | 記録 9日18時間                                    |
| デ・ハビランド プス・モス VH-UQO My Hildegarde       | C.J. 'Jimmy' Melrose （オーストラリア）                                         | 記録 10日16時間 ハンディキャップ部門2位           |
| デソーターMk.II OY-DOD                               | Lt. M. Hansen, D. Jensen （デンマーク）                                         | 10月31日到着（11日）                              |
| デハビランド DH-89 Dragon Rapide ZK-ACO              | J.D. Hewitt, C.E. Kay, F. Stewart （ニュージーランド）                          | 11月3日到着                                       |
| 着外                                                 |                                                                                 |                                                   |
| マイルス Falcon G-ACTM                               | H.L. Brook, Miss E. Lay (passenger) （英国）                                    | 11月20日到着                                      |
| フェアリー IIIF G-AABY                               | F/O C.G. Davies, Lt.Cdr. C.N. Hill （英国）                                     | 11月24日到着                                      |
| フェアリー フォックスI G-ACXO                        | R. Parer, G. Hemsworth （オーストラリア）                                       | パリでリタイア. 最終的にメルボルンに1935年2月到着 |
| ランバート Monocoupe 145 NC501W Baby Ruth            | J.H. Wright, J. Polando Warner （米国）                                         | カルカッタでリタイア                              |
| デハビランド DH.88 Comet G-ACSP Black Magic          | ジェームズ・モリソン、エミー・モリソン夫妻（英国）                              | アラハバードでリタイア                            |
| パンデル S-4 PH-OST Panderjager                      | G.J. Geysendorffer, D.L. Asjes-Pronk （オランダ）                               | アラハバードで衝突、リタイア                      |
| B.A. Eagle G-ACVU                                    | F/Lt. G. Shaw （英国）                                                          | ブシールでリタイア                                |
| ロッキード ベガ G-ABGK Puck                          | J. Woods, D.C. Bennett （オーストラリア）                                       | アレッポで着陸失敗リタイア                        |
| エアスピードAS.8 Viceroy G-ACMU                      | N. Stack, S.L. Turner （英国）                                                  | アテネでリタイア                                  |
| グランビル R-6H NX14307 Q.E.D.                       | ジャクリーン・コクラン、 W. Smith Pratt （米国）                                | ブカレストでリタイア                              |
| フェアリー フォックス I G-ACXX                       | H.D. Gilman, J.K. Baines （英国）                                               | イタリアで事故（パイロット死亡）                  |